# Незденово
Незденово — деревня в Кимрском районе Тверской области. Входит в состав Ильинского сельского поселения.

## География
Находится в юго-восточной части Тверской области на расстоянии приблизительно 23 км на запад по прямой от районного центра города Кимры в левобережной части района.

## История
Известна была с 1628 года как пустошь. Как деревня упоминается с 1851 года. В 1859 году здесь (деревня Корчевского уезда Тверской губернии) было учтено 18 дворов, в 1887 — 48.

## Население
Численность населения: 197 человек (1859 год), 282(1887), 13 (русские 100 %) в 2002 году, 14 в 2010.